# Чурилова Гора
Чурилова Гора (рос. Чурилова Гора) — присілок Бокситогорського району Ленінградської області Росії. Входить до складу Анісімовського сільського поселення.
Населення — 2 особи (2007 рік).